# Physocephala

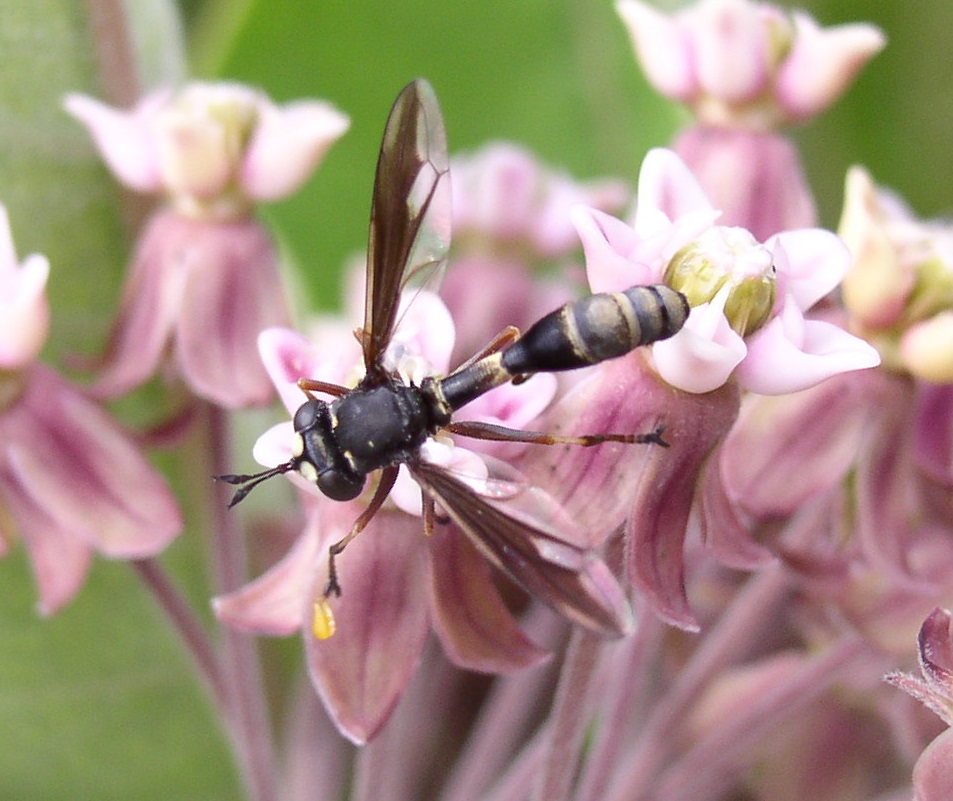
Physocephala furcillata, macho, con pollinia en pata anterior

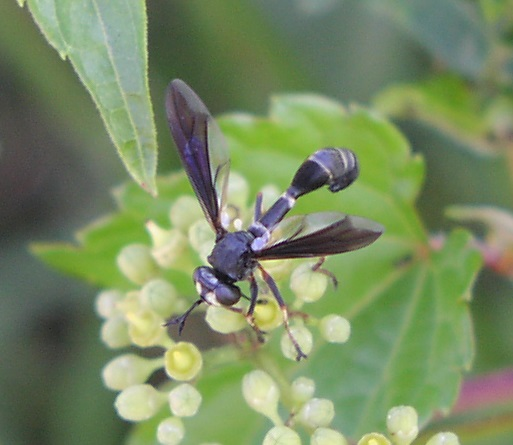
Physocephala tibialis, hembra

Physocephala es un género de moscas de la familia Conopidae; es el género más común de esta familia. Los adultos son mímicos de las avispas con un estrechamiento en el abdomen y colores similares a los de las avispas. A menudo se las confunde con las moscas del género relacionado Physoconops. Carecen de ocelos. El fémur de las patas posteriores tiene un engrosamiento. Miden de 5 a 14 mm.
Las larvas son parasitoides de Apoidea, Spheciformes y Vespidae. Las hembras depositan sus huevos en el hospedero al vuelo.
Son de distribución mundial.

## Especies
- P. antiqua (Wiedemann, 1830)
- P. biguttata von Röder, 1883
- P. burgessi (Williston, 1882)
- P. chrysorrhoea (Meigen, 1824)
- P. curticornis Kröber, 1915
- P. floridana Camras, 1957
- P. furcillata (Williston, 1882)
- P. lacera (Meigen, 1824)
- P. laeta Becker, 1913
- P. laticincta (Brullé, 1832)
- P. marginata (Say, 1823)
- P. nervosa Krober, 1915
- P. nigra (De Geer, 1776)
- P. pusilla (Meigen, 1824)
- P. rufipes (Fabricius, 1781)
- P. sagittaria (Say, 1823)
- P. texana (Williston, 1882)
- P. tibialis (Say, 1829)
- P. truncata (Loew, 1847)
- P. vaginalis (Róndani, 1865)
- P. variegata (Meigen, 1824)
- P. vittata (Fabricius, 1794)